# Образ уз образ: Новогодишњи специјал
Образ уз образ: Новогодишњи специјал је југословенски телевизијски мјузикл филм из 1978. године. Режирао га је Здравко Шотра а сценарио су написали Синиша Павић, Љубивоје Ршумовић, Милан Шећеровић и Здравко Шотра.

## Улоге
| Глумац                 | Улога   |
| ---------------------- | ------- |
| Милена Дравић          | Милена  |
| Драган Николић         | Драган  |
| Мија Алексић           | Мија    |
| Ђорђе Балашевић        | Ђорђе   |
| Петар Борота           | Петар   |
| Војислав Воја Брајовић | Воја    |
| Вера Чукић             | Вера    |
| Арсен Дедић            | Арсен   |
| Ивана Михић            | Ивана   |
| Слађана Милошевић      | Слађана |
| Драган Никитовић       | Драган  |
| Зоран Радмиловић       | Зоран   |